# Nate Monaster
Nate Monaster, de son vrai nom Nathan Philip Monaster, est un scénariste américain né le 22 septembre 1916 à Chicago (Illinois) et mort le 12 mai 1990 à Los Angeles (Californie).

## Biographie
Nate Monaster commence sa carrière de scénariste en écrivant des dramatiques pour la radio, puis pour la télévision. Il écrit aussi quelques scénarios pour le cinéma,.
Il a fait partie de la Writers Guild of America, dont il a même été président de 1963 à 1965,.

## Filmographie

### Cinéma
- 1957 : P'tite tête de troufion de George Marshall
- 1962 : Un soupçon de vison de Delbert Mann
- 1963 : Appelez-moi chef de Gordon Douglas
- 1965 : Le Coup de l'oreiller de Michael Gordon
- 1968 : Bague au doigt, corde au cou de Fielder Cook

### Télévision
- 1951-1953 : The George Burns and Gracie Allen Show (36 épisodes)
- 1953 : My Favorite Husband (1 épisode)
- 1955 : Texaco Star Theatre Starring Milton Berle (1 épisode)
- 1956-1957 : Hey, Jeannie! (4 épisodes)
- 1957 : December Bride (1 épisode)
- 1957-1959 : Bachelor Father (24 épisodes)
- 1958 : The Real McCoys (1 épisode)
- 1958-1961 : The Donna Reed Show (31 épisodes)
- 1959 : Alcoa Theatre (1 épisode)
- 1960 : Goodyear Theatre (1 épisode)
- 1967 : Max la Menace (1 épisode)
- 1968 : Madame et son fantôme (1 épisode)
- 1969 : Three's a Crowd
- 1970 : Headmaster (1 épisode)
- 1972 : The Sandy Duncan Show (1 épisode)
- 1973 : Love, American Style (2 épisodes)
- 1974 : Médecins d'aujourd'hui (1 épisode)
- 1978 : All in the Family (1 épisode)
- 1980 : Archie Bunker's Place (1 épisode)

## Nominations
- Oscars du cinéma 1963 : Nomination pour l'Oscar du meilleur scénario original (Un soupçon de vison)